# Wachtliella krumbholzi
Wachtliella krumbholzi är en tvåvingeart som beskrevs av Stelter 1975. Wachtliella krumbholzi ingår i släktet Wachtliella och familjen gallmyggor. Inga underarter finns listade i Catalogue of Life.